# Elisa Reverter i López
Pour les articles homonymes, voir López.
Elisa Reverter i López, née en 1917 à Badalone et morte dans la même ville en avril 2009, est une artiste et femme politique espagnole.

## Biographie
Elisa Reverter s'est exilée jeune en France à la fin de la Guerre d'Espagne lors de la Retirada. Elle témoigne de son expérience de réfugiée dans le camp de Couiza-Montazels de 1939 à 1940, dans un livre autobiographique intitulé Femmes en enfer,,. Œuvre écrit en catalan, le texte a été publié en espagnol et français par le Consulat général d'Espagne en collaboration avec l'Agence espagnole pour la coopération internationale au développement (AECID). Cet ouvrage témoigne de l’internement d'Elisa Reverter au camp de Couiza-Montazels (Aude) lorsqu'elle est âgée de 22 ans. Elle y relate la souffrance vécue par les 600 femmes et enfants réfugiés espagnols internés dans ce camp du 8 février 1939 au 8 mai 1940. 
Partisane du catalanisme et militante de Convergence démocratique de Catalogne, Elisa Reverter a été conseillère Patrimoine culturel à la mairie de Badalone pendant la première mairie démocratique. En plus de sa carrière politique, Elisa Reverter s'est particulièrement illustrée dans les domaines de la sculpture et du dessin artistique. On lui doit la récupération de la ferme de Can Miravitges pour le compte de la mairie de Badalone, ainsi que le transport de la Vénus de Badalone.
Habitant la ferme Can Butinyà,, Elisa Reverter est morte à l'âge de 92 ans en avril 2009 des suites d'une insuffisance rénale.

## Reconnaissances posthumes
Ses funérailles sont célébrées le dimanche 19 avril 2009 en une cérémonie privée.
Le 26 d'avril 2009, une cérémonie est organisée pour honorer sa ferme dans laquelle reposent désormais ses cendres. C'est la municipalité de Santa Coloma de Gramenet qui a a acquis les droits d'achat de sa ferme,.
En 2011, l'association « Anastàsies Badalona », animée par une communauté de femmes ayant des préoccupations culturelles, a organisé des journées à l'Espace Betúlia à can Casacuberta centrées sur la figure d'Elisa Reverte. 
En 2017, à l'occasion du centenaire de sa naissance, le Musée de Badalone lui consacre une exposition.